# Franciszek Olszewski
Franciszek Olszewski (ur. 1790 w guberni wołyńskiej) – oficer wojska polskiego, prezydent Włocławka w latach 1833–1834.